# Revolta mapuche de 1881
A Revolta mapuche de 1881 a última grande rebelião dos indígenas mapuches de Araucanía ocorreu em 1881, durante a última fase da Ocupação de Araucanía (1861-1883) pelo Estado chileno. Foi planejado pelos chefes mapuches em março de 1881 para ser lançado em novembro do mesmo ano. O apoio mapuche ao levante não foi unânime: algumas facções mapuches ficaram do lado dos chilenos e outras se declararam neutras. Os organizadores do levante, no entanto, conseguiram envolver facções mapuches que não estavam em guerra com o Chile. Com a maioria dos ataques repelidos em questão de dias, o Chile seguiu nos anos seguintes para consolidar suas conquistas.